# Young and Hungry
Young and Hungry est une série télévisée américaine en 71 épisodes de 22 minutes créée par David Holden, produite par Ashley Tisdale, et diffusée entre le 25 juin 2014 et le 25 juillet 2018 sur ABC Family / Freeform et au Canada sur ABC Spark.
La série est inédite dans tous les pays francophones.

## Synopsis
Un riche et jeune entrepreneur de San Francisco, Josh Kaminski, engage une blogueuse culinaire, Gabi Diamond, afin qu'elle devienne sa chef personnelle. Prête à tout pour garder son emploi, Gabi doit montrer ses compétences à Josh ainsi qu'à son bras-droit, Elliot Park. Gabi est entourée de sa meilleure amie Sofia Rodriguez mais aussi par Yolanda, l'intendante de Josh.

## Distribution

### Acteurs principaux
- Emily Osment : Gabi Diamond
- Jonathan Sadowski : Josh Kaminski
- Rex Lee : Elliot Park
- Aimee Carrero : Sofia Rodriguez
- Kym Whitley (en) : Yolanda

Photos des acteurs principaux
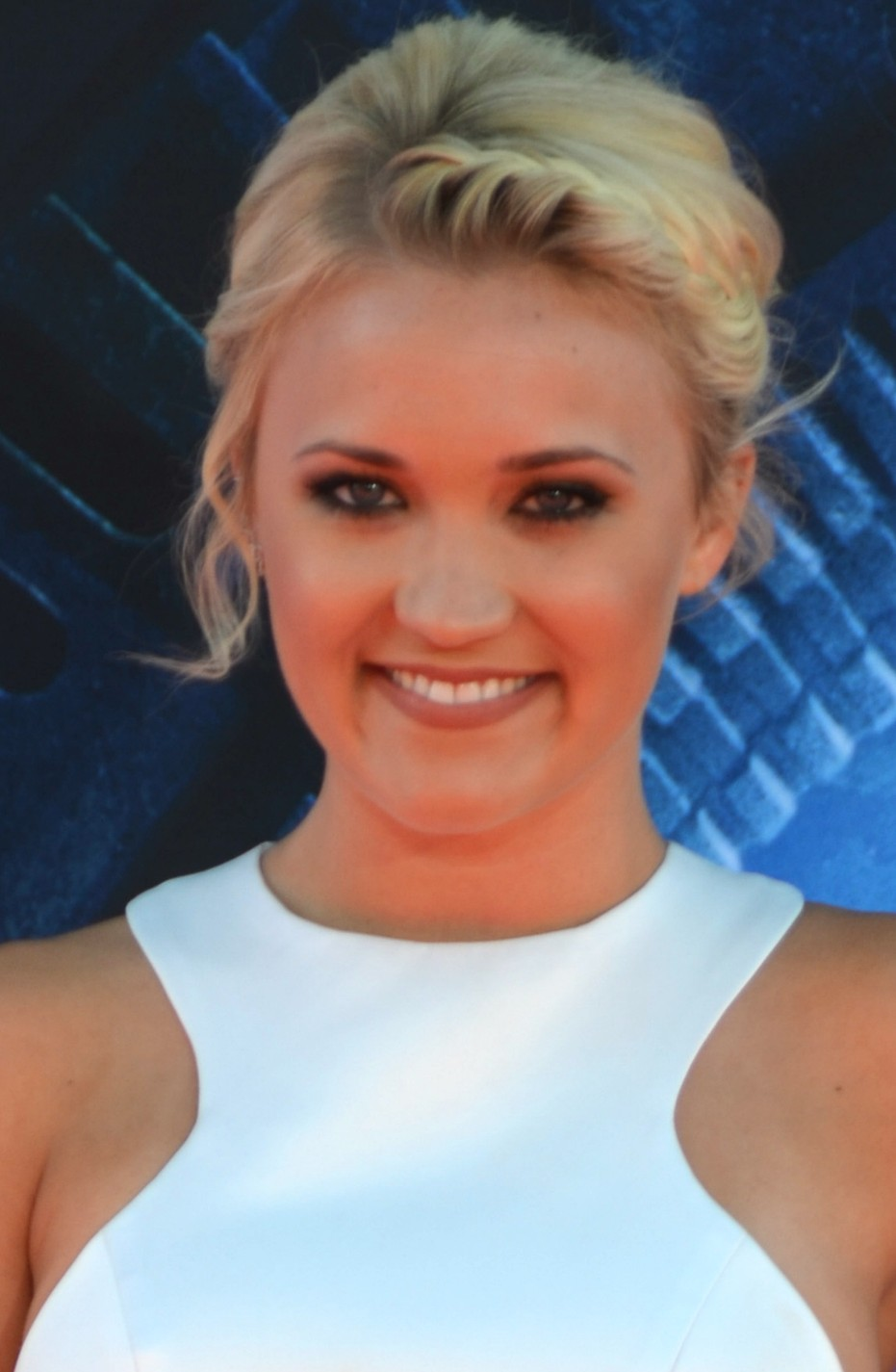
Emily Osment dans le rôle de Gabi Diamond.
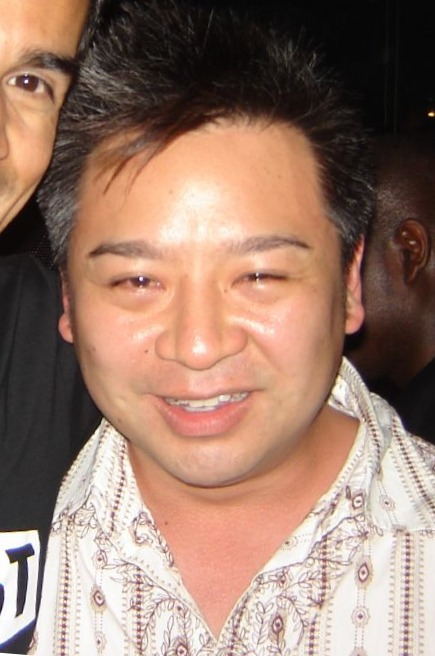
Rex Lee dans le rôle de Elliot Park.
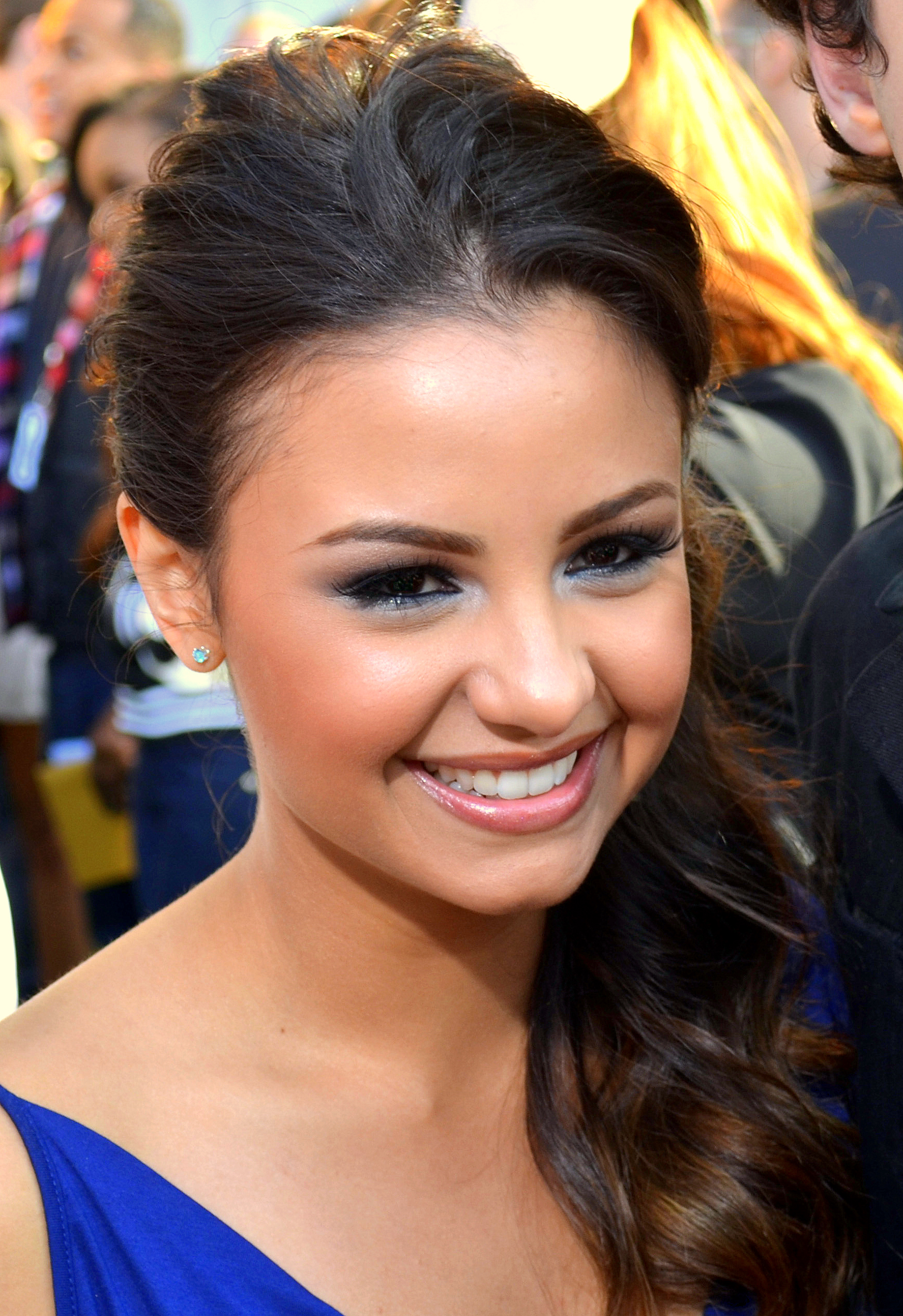
Aimee Carrero dans le rôle de Sofia Rodriguez.
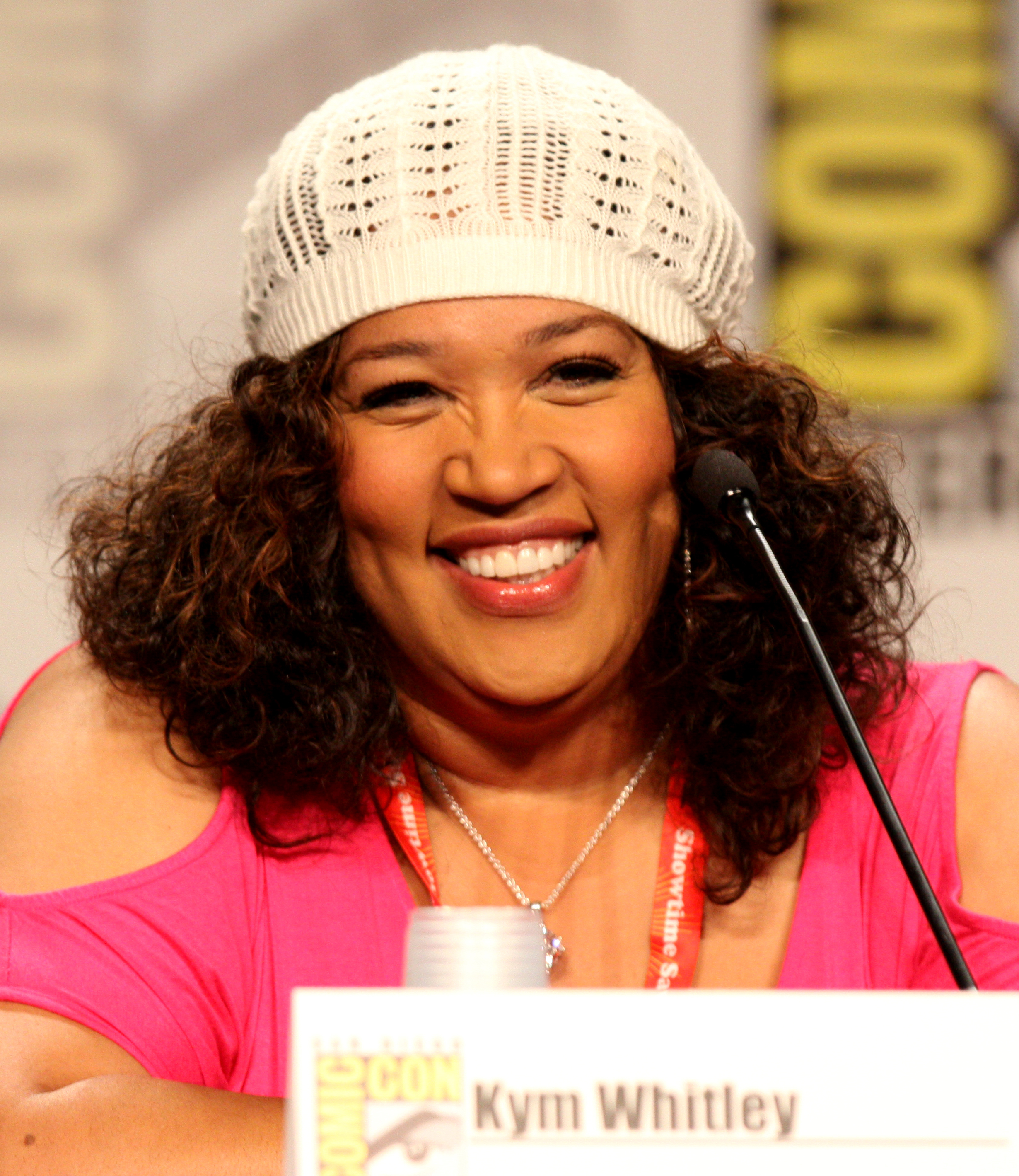
Kym Whitley dans le rôle de Yolanda.

### Acteurs récurrents
- Mallory Jansen : Caroline Huntington (saison 1, 6 épisodes)
- Jesse McCartney : Cooper (saisons 1–2, 7 épisodes)
- Ashley Tisdale : Logan Rawlings (saisons 1, 2 et 4, 3 épisodes)
- Bryan Safi : Alan (saisons 2 à 5, 21 épisodes)
- Jayson Blair : Jake Kaminski [4] (saisons 2 et 3, 5 épisodes)

Photos des acteurs récurrents
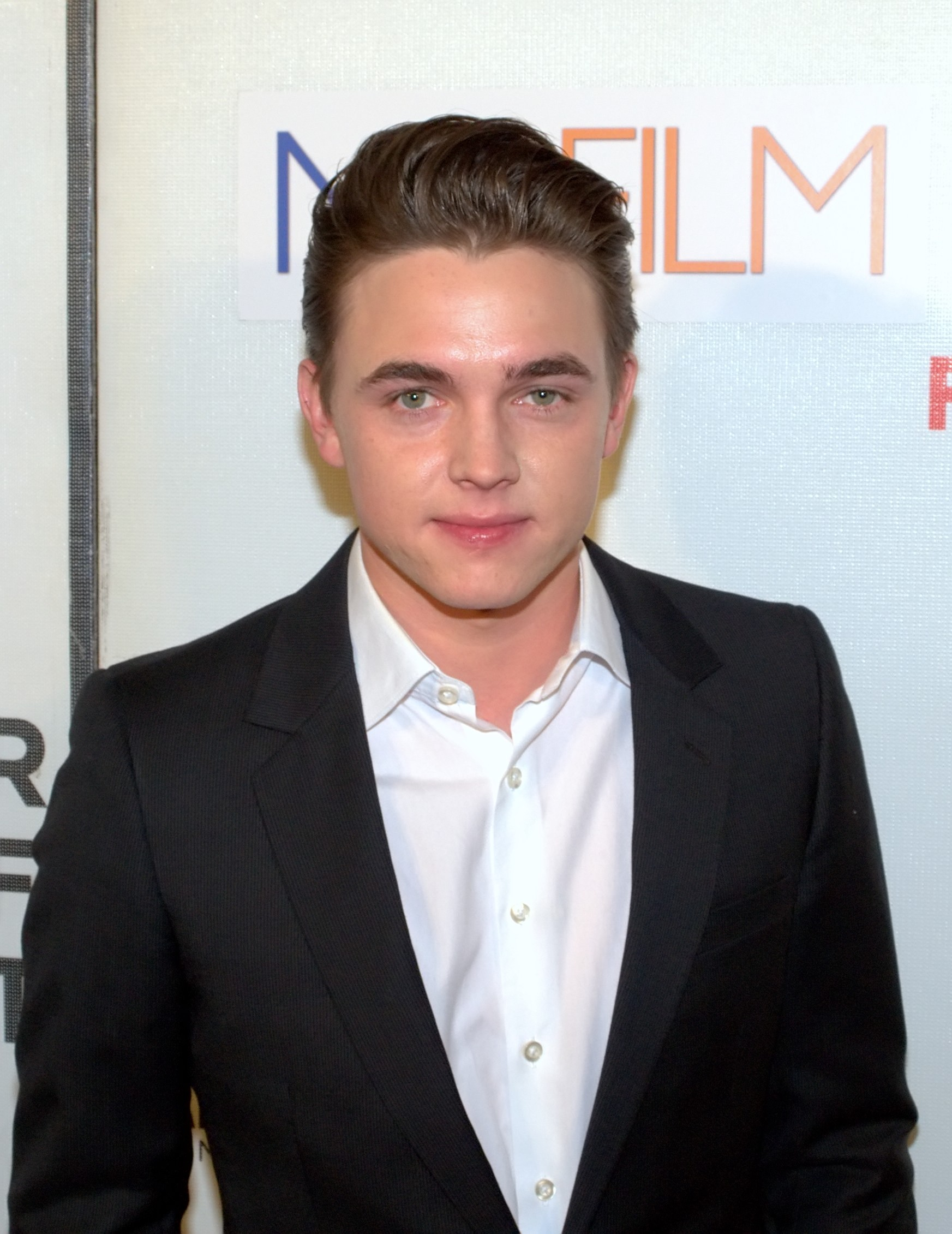
Jesse McCartney dans le rôle de Cooper.
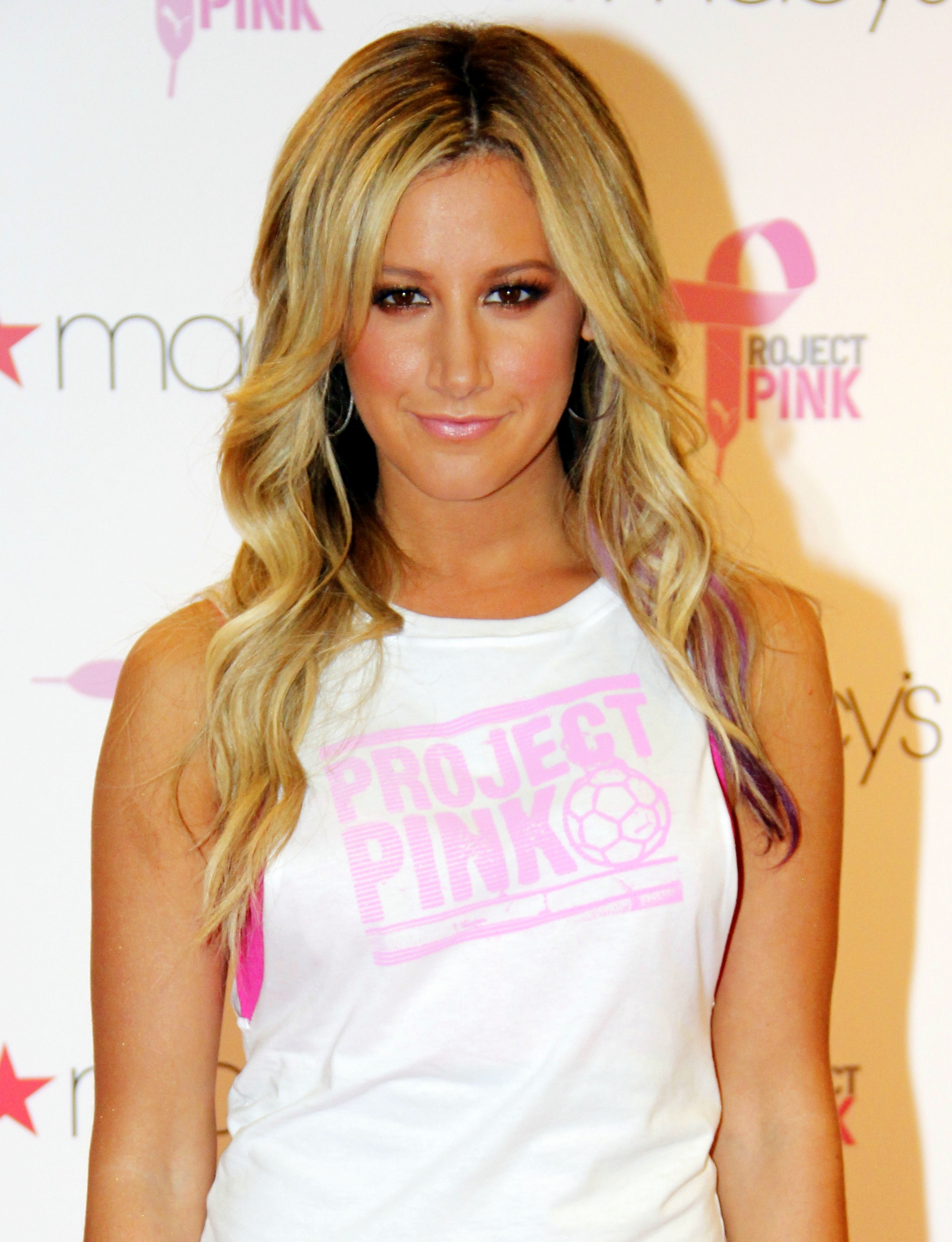
Ashley Tisdale dans le rôle de Logan Rawlings.
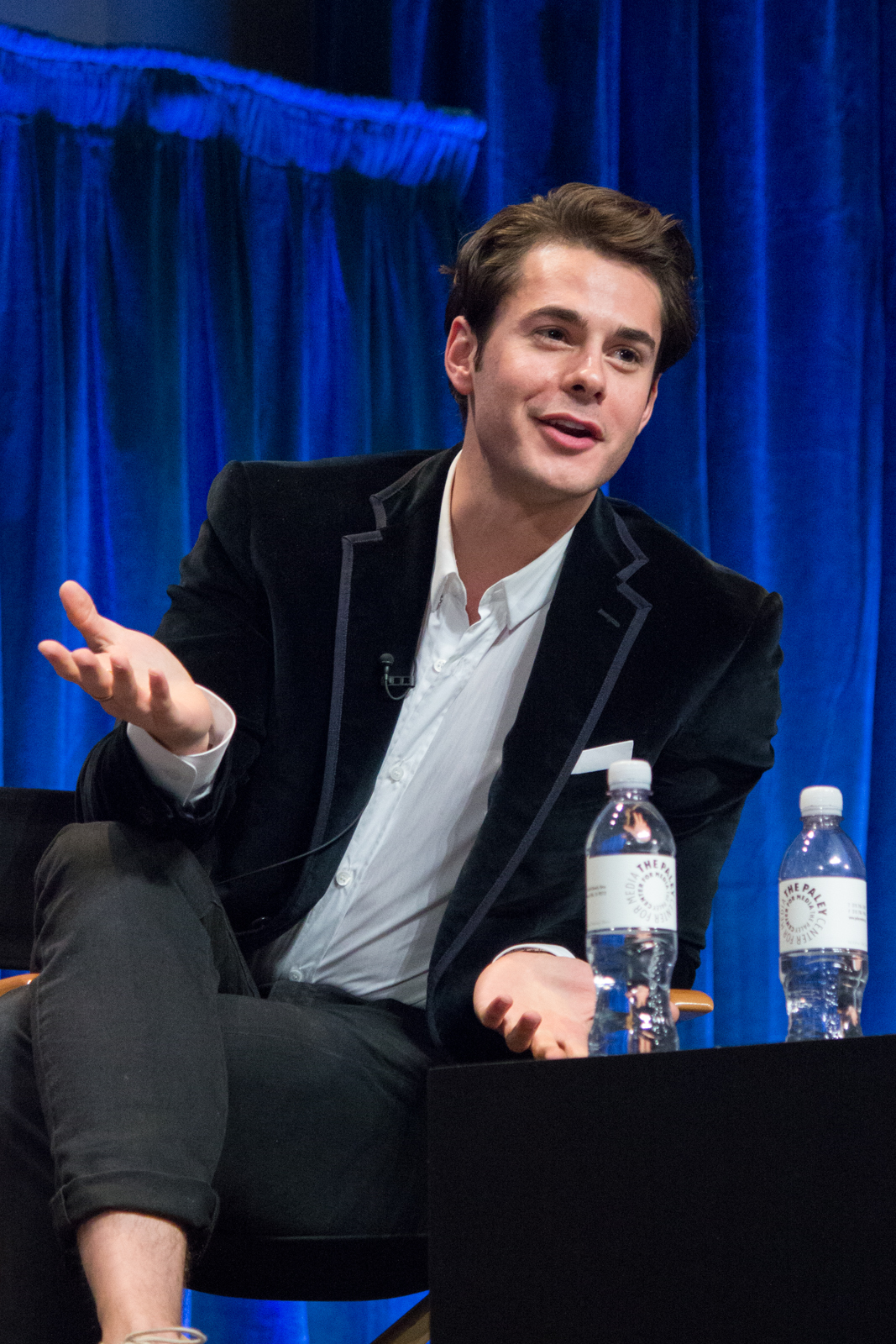
Jayson Blair dans le rôle de Jake Kaminski.

### Invités
- Jessica Lowndes : Judy Green (saison 1, épisode 3)
- Tim Bagley : Révérend (saison 1, épisode 10)
- Kylie Minogue : Shauna Stevens[5] (saison 2, épisodes 6 et 7)
- Hal Ozsan : Charles D'Arby (saison 2, épisode 10)
- Keegan Allen : Tyler[6] (saison 2, épisode 12)
- Darryl Stephens : Un homme sexy (saison 2, épisode 12)
- Cleo King : Madame Paulette (saison 2, épisode 15)
- Josie Loren : Sam (saison 2, épisode 18)
- Joel Brooks : Rabbi Shapiro (saison 2, épisode 20)
- Jackée Harry : JoJo[7] (saison 2, épisode 21)
- Phil LaMarr : Père Gary (saison 2, épisode 21)
- Mindy Sterling : Matilda (saison 2, épisode 21)
- Cheryl Hines : Kathy Kaminski[8] (saison 3, épisode 4)
- Jerry O'Connell : Nick Diamond[8] (saison 3, épisode 4)
- Rachael Ray : elle-même[9] (saison 3, épisode 6)
- Betty White : voisine du dessous[10] (saison 5, épisode 2)
- Nicole Byer (en) : Lizette[11] (saison 5, épisode 7)
- Tim Rock : Dick Donahue[12] (saison 5, épisode 12)
- Jose Moreno Brooks : Juancarlo[13] (saison 5, épisodes 15 et 16)

## Production
Le projet a débuté en août 2013.
Le casting a débuté en septembre 2013, en ordre : Emily Osment, Aimee Carrero, Rex Lee et Jonathan Sadowski.
Après visionnement du pilote en janvier 2014, ABC Family commande la série.
Le 29 septembre 2014, la série a été renouvelée pour une deuxième saison.
Le 19 août 2015, la série a été renouvelée pour une troisième saison. Le tournage a débuté le 11 décembre 2015.
Le 7 mars 2016, la série a été renouvelée pour une quatrième saison. Le backdoor pilot d'un spin-off de la série intitulé Young and Sofia, a été introduit dans la quatrième saison en juin 2016, mais n'a pas été retenu.
Le 27 octobre 2016, la série a été renouvelée pour une cinquième saison de dix, puis vingt épisodes. En mars 2018, un film a été commandé pour boucler la série.

## Épisodes

### Première saison (2014)
Elle a été diffusée du 25 juin au 27 août 2014 sur ABC Family.
1. titre français inconnu (Pilot)
2. titre français inconnu (Young and Ringless)
3. titre français inconnu (Young and Lesbian)
4. titre français inconnu (Young and Pregnant)
5. titre français inconnu (Young and Younger)
6. titre français inconnu (Young and Punchy)
7. titre français inconnu (Young and Secret)
8. titre français inconnu (Young and Car-less)
9. titre français inconnu (Young and Getting Played)
10. titre français inconnu (Young and Thirty (...and Getting Married!))

### Deuxième saison (2015)
Elle a été diffusée du 25 mars 2015 au 14 octobre 2015 sur ABC Family.
1. titre français inconnu (Young and Too Late)
2. titre français inconnu (Young and Cookin')
3. titre français inconnu (Young and Munchies)
4. titre français inconnu (Young and Old)
5. titre français inconnu (Young and First Time)
6. titre français inconnu (Young and Moving)
7. titre français inconnu (Young and Ferris Wheel)
8. titre français inconnu (Young and Sandwich)
9. titre français inconnu (Young and Pretty Woman)
10. titre français inconnu (Young and Part Two)
11. titre français inconnu (Young and How Gaby Got Her Job Back)
12. titre français inconnu (Young and Back to Normal)
13. titre français inconnu (Young and Unemployed)
14. titre français inconnu (Young and Oh, Brother)
15. titre français inconnu (Young and Earthquake)
16. titre français inconnu (Young and How Sofia Got Her Groove Back)
17. titre français inconnu (Young and Trashy)
18. titre français inconnu (Young and Doppleganger)
19. titre français inconnu (Young and Younger Brother, Part I)
20. titre français inconnu (Young and Younger Brother, Part II)

### Épisode spécial (2015)
Cet épisode a été diffusé le 24 novembre 2015.
1. titre français inconnu (Young and Christmas)

### Troisième saison (hiver 2016)
Elle a été diffusée du 3 février 2016 au 6 avril 2016 sur Freeform.
1. titre français inconnu (Young & The Next Day)
2. titre français inconnu (Young & Coachella)
3. titre français inconnu (Young & First Date)
4. titre français inconnu (Young & Parents)
5. titre français inconnu (Young & Therapy)
6. titre français inconnu (Young & Rachael Ray)
7. titre français inconnu (Young & Rob'd)
8. titre français inconnu (Young & Clippy)
9. titre français inconnu (Young & Lottery)
10. titre français inconnu (Young & No More Therapy)

### Quatrième saison (été 2016)
Elle a été diffusée du 1er juin 2016 au 3 août 2016 sur Freeform.
1. titre français inconnu (Young & Hawaii)
2. titre français inconnu (Young & Hurricane)
3. titre français inconnu (Young & Fried)
4. titre français inconnu (Young & Piggy)
5. titre français inconnu (Young & Fostered)
6. titre français inconnu (Young & Assistant)
7. titre français inconnu (Young & Bowling)
8. titre français inconnu (Young & Sofia)
9. titre français inconnu (Young & Matched)
10. titre français inconnu (Young & Screwed)

### Cinquième saison (2017-2018)
Les dix premiers épisodes ont été diffusés du 13 mars au 22 mai 2017, et les dix derniers du 20 juin au 25 juillet 2018 sur Freeform.
1. titre français inconnu (Young & Punch Card)
2. titre français inconnu (Young & Valentine's Day)
3. titre français inconnu (Young & Kiki)
4. titre français inconnu (Young & Josh's Dad)
5. titre français inconnu (Young & Softball)
6. titre français inconnu (Young & Couchy)
7. titre français inconnu (Young & Bridesmaids)
8. titre français inconnu (Young & Vegas Baby)
9. titre français inconnu (Young & Hold)
10. titre français inconnu (Young & Amnesia)
11. titre français inconnu (Young & Downtown Gabi)
12. titre français inconnu (Young & Third Wheel)
13. titre français inconnu (Young & Communication)
14. titre français inconnu (Young & Handsy)
15. titre français inconnu (Young & Mexico)
16. titre français inconnu (Young & Mexico Part 2)
17. titre français inconnu (Young & Bullseye)
18. titre français inconnu (Young & Motorcycle)
19. titre français inconnu (Young & Magic)
20. titre français inconnu (Young & Yacht'in)

### Web-épisodes (2014)
| N° d'épisode | Titre original                        | Date de diffusion originale | Durée |
| ------------ | ------------------------------------- | --------------------------- | ----- |
| 1            | Get to Know Gabi                      | 24 juin 2014                | 2:52  |
| 2            | Food Bomb                             | 26 juin 2014                | 3:15  |
| 3            | Gabi's No Fail Grilled Cheese         | 3 juillet 2014              | 3:06  |
| 4            | Hot & Hungry                          | 9 juillet 2014              | 3:29  |
| 5            | Melted Chocolate Madness              | 19 juillet 2014             | 2;33  |
| 6            | Gabi's Pizza Throw Down               | 23 juillet 2014             | 2:57  |
| 7            | Easy Breezy Brunch with Aimee Carrero | 31 juillet 2014             | 3:09  |
| 8            | 50 $ Pantry with Jonathan Sadowski    | 6 août 2014                 | 3:13  |
| 9            | Gabi's Grill                          | 13 août 2014                | 3:00  |
| 10           | Gabi's Game Show                      | 20 août 2014                | 3:31  |

## Distinctions
| Année | Prix                                 | Catégorie                                | Nomination       | Résultat   |
| ----- | ------------------------------------ | ---------------------------------------- | ---------------- | ---------- |
| 2014  | 16e cérémonie des Teen Choice Awards | Émission de l'été                        | Young and Hungry | Nomination |
| 2014  | 16e cérémonie des Teen Choice Awards | Actrice (TV) de l'été                    | Emily Osment     | Nomination |
| 2015  | People's Choice Awards               | Série comique du câble préférée          | Young and Hungry | Nomination |
| 2015  | 17e cérémonie des Teen Choice Awards | Meilleur comédie                         | Young and Hungry | Nomination |
| 2015  | 17e cérémonie des Teen Choice Awards | Meilleure actrice dans une série comique | Emily Osment     | Nomination |
| 2015  | 17e cérémonie des Teen Choice Awards | Voleur de vedette                        | Ashley Tisdale   | Nomination |
| 2017  | 19e cérémonie des Teen Choice Awards | Meilleur comédie                         | Young and Hungry | Nomination |